# Філіп Кленсі
Філіп Александер Кленсі (англ. Phillip Alexander Clancey; 26 вересня 1917 — 18 липня 2001) — британський орнітолог, був провідним авторитетом у галузі орнітології Південної Африки.

## Раннє життя
Філліп Кленсі народився, виріс і отримав освіту в Глазго (Шотландія). Навчався в Школі мистецтв Глазго, де розвивав свої художні здібності.

## Військова служба
Кленсі служив у 51-й (гірській) дивізії в союзних силах на Сицилії та в Італії під час Другої світової війни. Ледве уникнув смерті, оглухнувши на одне вухо від артилерійського вибуху.
Його військові медалі були продані на аукціоні City Coins у Кейптауні у 2006 році. Ці медалі придбані Девідом Р. Беннетом, головою Музею природничих наук Дурбана, і тепер медалі є частиною військової колекції медалей Беннетта.

## Експедиції
У 1948—1949 роках він супроводжував полковника Річарда Майнерцгагена в орнітологічній експедиції до Ємену, Адена, Сомалі, Ефіопії, Кенії та Південної Африки.

## Музейні посади
Кленсі емігрував до Південної Африки в серпні 1950 року, щоб зайняти посаду куратора Наталського музею в Пітермаріцбурзі.
Він був директором Дурбанського музею та картинної галереї з 1 січня 1952 року до свого виходу на пенсію 25 вересня 1982 року.
Кленсі також був президентом Асоціації музеїв Південної Африки, президентом Південноафриканського орнітологічного товариства та президентом Наталського пташиного клубу.

## Книги
Кленсі багато писав про систематику африканських птахів, назвавши близько двохсот підвидів південноафриканських птахів.
- The Birds of Natal and Zululand (1964);
- The Gamebirds of Southern Africa (1967);
- Catalogue of the Birds of the South African Subregion (1965—1972);
- Handlist of the Birds of Southern Mozambique (1970—1972);
- Co-author of Vol II of Atlas of Speciation of African Birds (1978);
- Chief Editor of the S.A.O.S. Checklist of Southern African Birds (1980);
- The Rare Birds of Southern Africa (1985);
- Kingfishers of Sub-Saharan Africa, Publisher: Jonathan Ball Publishers (31 December 1992)

- The Birds of Southern Mozambique. Publisher: African Bird Book Publishing;

- Contributed to The Atlas of Southern African Birds (1997).

## Нагороди та відзнаки
- Доктор наук (DSc), Натальський університет ;
- 1972: Меморіальна медаль Гілла Південноафриканського орнітологічного товариства (тепер BirdLife South Africa).
- Стипендія Асоціації музеїв, Лондон (за роботу музеєзнавця);
- Почесний довічний член Південноафриканського орнітологічного товариства (за орнітологічний внесок);
- Кілька підвидів птахів були названі на честь Кленсі іншими.
- Галерея П. А. Кленсі в Музеї та художній галереї Дурбана названа на його честь.

## Колекції
- Кленсі пожертвував колекцію з приблизно 5500 пташиних шкур (головним чином Західної Палеарктики) до Національного музею Шотландії в Единбурзі ;
- Він також пожертвував понад 32 000 пташиних шкур — колекцію, яка вважається найкращою в Африці — Музею та художній галереї Дурбана.

## Подальше життя
Філіп Кленсі продовжував працювати науковим співробітником Музею та художньої галереї Дурбана до своєї смерті у 2001 році у віці 83 років.